# Traquair House
Traquair House, situada a aproximadamente 11 quilómetros a sudeste de Peebles, é considerada a mais antiga residência continuamente habitada na Escócia. Embora não seja, estritamente, um castelo, foi construída no estilo de uma mansão fortificada. Antecede o estilo arquitectónico Baronial Escocês e poderá ter sido uma das influências deste estilo. A propriedade alberga a célebre Cervejaria de Traquair.

## História
A casa está edificada no local de uma antiga residência de caça utilizada pelos reis escoceses desde o século XII, embora nenhuma parte do edifício actual possa ser datada com certeza antes do século XV. Alexandre I foi o primeiro rei escocês a pernoitar e caçar em Traquair. Naquela época, tratava-se de um "castelo" remoto, rodeado por floresta. Com a morte de Alexandre III em 1286, a paz na região dos Borders Escoceses foi perturbada, tornando Traquair um elo fundamental na cadeia de defesa do Vale do Tweed contra invasões inglesas.
Durante os dois séculos seguintes, a posse de Traquair alterou-se frequentemente, ficando ora sob domínio inglês, ora sob a Coroa Escocesa. Na década de 1460, Jaime III concedeu a propriedade ao Dr. William Rogers, músico eminente e um dos seus favoritos. Após manter as terras durante mais de nove anos, o Dr. Rogers vendeu-as por uma quantia insignificante em 1478 ao Conde de Buchan. Este ofereceu a propriedade ao seu filho ilegítimo, James Stuart (1480-1513), 1.º Lorde de Traquair, em 1491. James Stuart obteve cartas de legitimação e casou com a herdeira dos Rutherford, recebendo com ela as propriedades de Rutherford e Wells em Roxburghshire. Morreu na Batalha de Flodden em 1513. A sua filha, Jane Stewart, teve uma filha chamada Janet, nascida fora do casamento com o Conde de Angus, que viria a casar com Patrick Ruthven, 3.º Lorde Ruthven. Traquair permaneceu como residência da família dos Condes de Traquair durante os quatro séculos seguintes.
Maria, Rainha dos Escoceses, visitou Traquair em Agosto de 1566. Jaime VI esteve em Traquair a 9 de Março de 1602.
Em 1875, Traquair passou para as mãos de um primo dos Stuart, Henry Constable Maxwell, descendente directo, embora por linha materna. A Galeria Nacional de Retratos possui um retrato de 1992 de Catherine Maxwell Stuart, 21.ª Senhora de Traquair.

## Características
Traquair é uma casa com 50 divisões. Entre elas destacam-se: a "Sala de Estar", com retratos ancestrais e fotografias dos actuais residentes; a "Sala de Vestir", decorada para ilustrar a vida de outrora; a "Sala do Museu", com um mural datado de 1530 — um dos mais antigos preservados num edifício secular na Escócia —, bem como cartas com selos reais e assinaturas de reis escoceses; o "Quarto do Rei", onde Maria, Rainha dos Escoceses permaneceu em 1566, contendo relíquias suas e dos jacobitas, como o seu rosário, crucifixo, bolsa, colcha de seda e cartas com a sua assinatura; a "Sala do Alambique", onde se toma o pequeno-almoço entre porcelanas do século XVIII; e a "Sala de Jantar", uma das últimas adições à casa, construída no final do século XVII. Existe ainda uma capela católica romana, edificada em 1829, após a emancipação católica. A biblioteca do século XVIII contém mais de 3.000 volumes. Embora três lordes tenham realizado alterações antes do século XVII, a casa de Traquair manteve-se praticamente inalterada desde então, do ponto de vista arquitectónico.

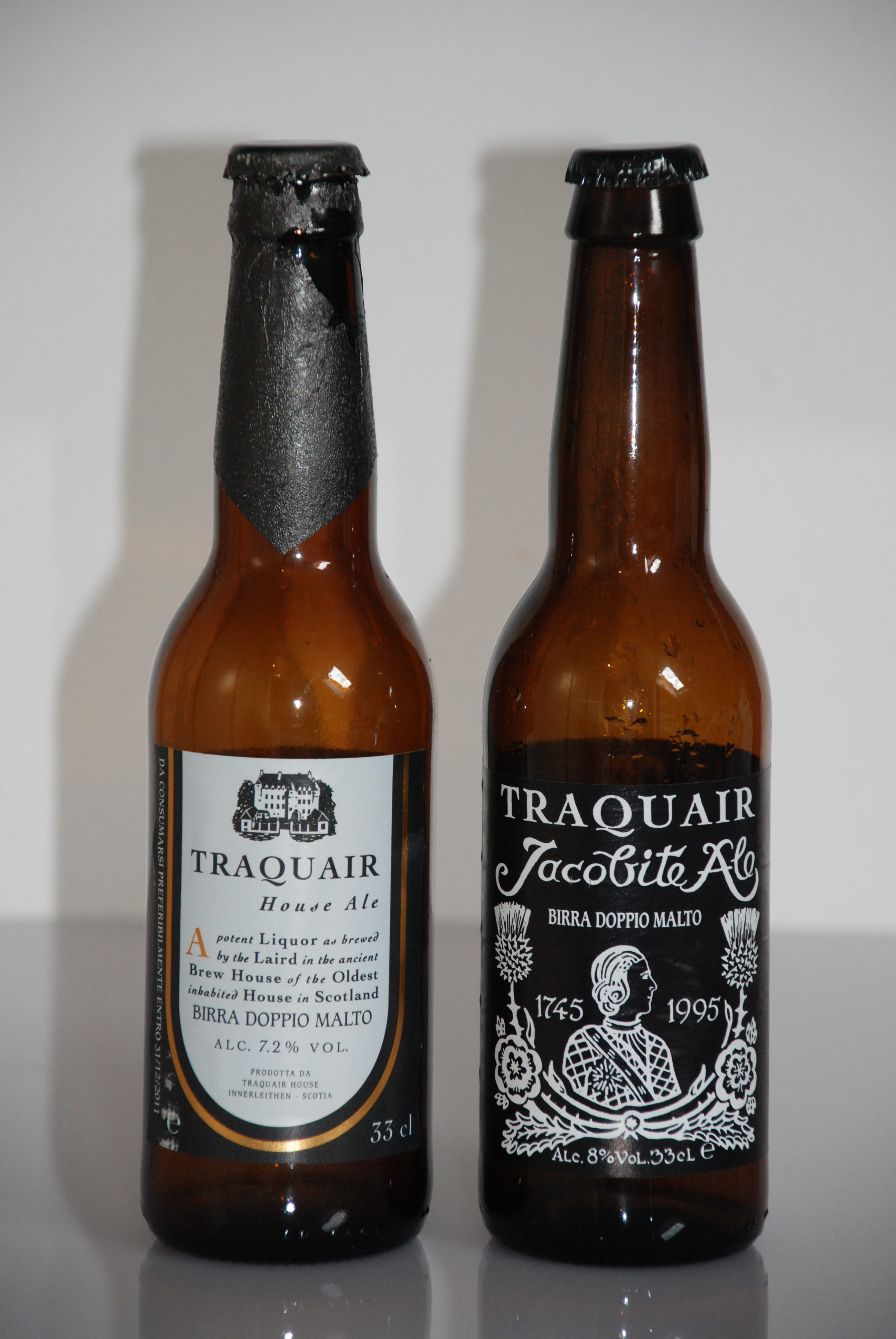
Traquair House Ale.

Os Portões dos Ursos, na entrada principal da propriedade, foram instalados pelo quinto Conde, Charles Stuart, em 1738. Quando foram encerrados, após a passagem de Carlos Eduardo Stuart (Bonnie Prince Charlie) em 1745, o Conde jurou que jamais seriam abertos até que um rei Stuart regressasse ao trono.

## Tam-Lin(filme)
O filme de terror Tam-Lin, de 1970, foi rodado em Traquair. Teve como protagonista Ava Gardner e contou com Joanna Lumley, Stephanie Beecham e Ian McShane no elenco.

## Cervejaria
A Cervejaria da Casa de Traquair foi reactivada em 1965 por Peter Maxwell Stuart, o 20.º Lorde de Traquair, utilizando os equipamentos da cervejaria doméstica do século XVIII, anteriormente usados para produzir cerveja para consumo interno. A cerveja é fermentada nos tinos de carvalho originais, alguns com mais de 200 anos. A cervejaria produz uma variedade de cervejas, sendo as principais a Jacobite Ale e a House Ale.

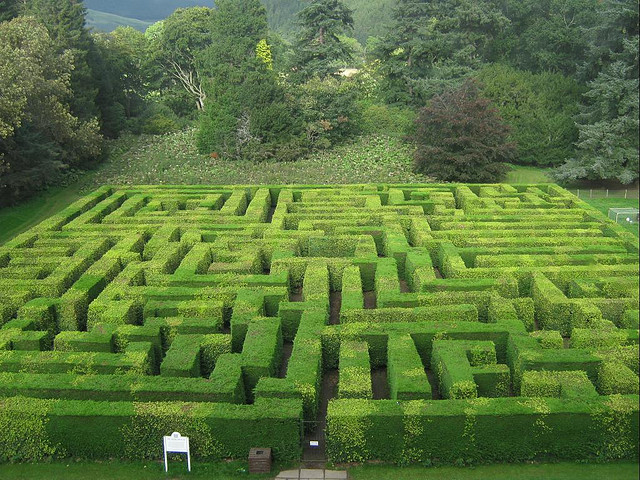
Labirinto da Casa de Traquair

Produziu-se cerveja em Traquair durante o reinado de Maria, Rainha dos Escoceses. Em 1739, foi instalado um caldeirão de cobre com capacidade para 200 galões na sala de brassagem por baixo da capela.

## O Labirinto
O labirinto foi concebido por John Schofield e originalmente plantado com cipreste-de-Leyland, até que o rigoroso Inverno de 1983 destruiu mais de dois terços das árvores. Foi então replantado com árvores de faia, mais resistentes.